# Arturo Ballester
Arturo Ballester Marco (Valencia, 1892 - Valencia, 21 de junio de 1981) fue un diseñador gráfico, ilustrador y cartelista español, hermano del también artista Vicente Ballester Marco (1887-1980), ambos de ideología anarquista, y compañeros de Josep Renau Berenguer.

## Biografía
Formado en la Escuela de Artes y Oficios de Valencia y en la Real Academia de San Carlos, se inició como pintor de abanicos e ilustrador para varias revistas regionales, y colaborando con la editorial Blasco Ibáñez, con portadas de libros como la Historia de la revolución rusa de León Trotski o los Viajes a Oriente de Alphonse de Lamartine.
Afiliado al sindicato CNT, durante la guerra civil española trabajó activamente al servicio del gobierno de la Segunda República Española.
Tras la guerra sufrió el "exilio interior" forzoso de la represión franquista, sobreviviendo como dibujante de tarjetas postales y dando clases de pintura. En 1977, uno de sus carteles, el titulado El País Valenciá, a l'avantguardia d'Iberia, fue elegido por los libreros valencianos al ilustrar su Feria del Libro en 1977. Dos años después, la galería "Val i 30" de Valencia, recuperó su memoria con una muestra de sus obras; parte de ella se incluyó luego en la Bienal de Venecia dedicada a la “Vanguardia artística española (1936-1976)”.
Dedicado a la enseñanza al final de su vida, después de donar su obra a la Diputación de Valencia, y casi en la indigencia, murió el 22 de junio de 1981, un año después que su hermano Vicente, fallecido en mayo de 1980. Fue sepultado en un nicho del cementerio civil de Valencia, muy cerca del de Vicente Blasco Ibáñez; el ayuntamiento valenciano le dedicó una calle después de su muerte.
En 2000 su obra participó en la exposición organizada por el Impiva y el Ministerio de Economía Signos del siglo. 100 años de diseño gráfico en España muestra que reconocía la aportación de los diseñadores españoles a la calidad de vida, al éxito de muchos productos y empresas, a la diversidad y a la creatividad.

## Obras

### Cartelería
En 1926, Ballester ilustró el primer cartel anunciador de la fiesta del Día del libro en Barcelona, y en 1933 la portada del Almanaque de Valencia. Durante la Guerra Civil Española formó parte del gran grupo de cartelistas republicanos.

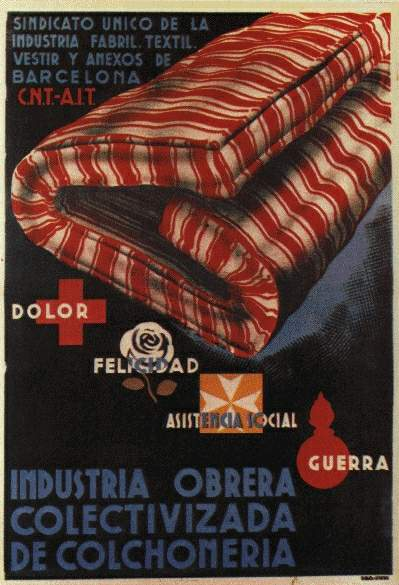
"Solidaridad Textil", de la serie de carteles anarcosindicalistas durante la Guerra Civil Española.

### Ilustración
Además de lo ya mencionado, pueden citarse las cubiertas de los libros Un oficial pobre de Pierre Loti (1925), Crónicas y diálogos de Jacinto Benavente, el tercer tomo de la La vuelta al mundo de un novelista de su amigo Vicente Blasco Ibáñez

## Exposiciones
- 1927: Galerías Layetanas, Barcelona.[9]
- 1997: La Eva Moderna: Ilustración gráfica española, 1914-1935.[10]
- 1998: Exposición en Valencia: "Los Benlliure" (con algunas obras de Arturo Ballester).
- Arte y Propaganda. Carteles de la Universidad de Valencia (2003). ISBN 8437061156 ISBN 9788437061153